# Lanfranco Cesari
Lanfranco Cesari (Foligno, 1933 – Foligno, 19 febbraio 2023) è stato un giornalista e scrittore italiano.

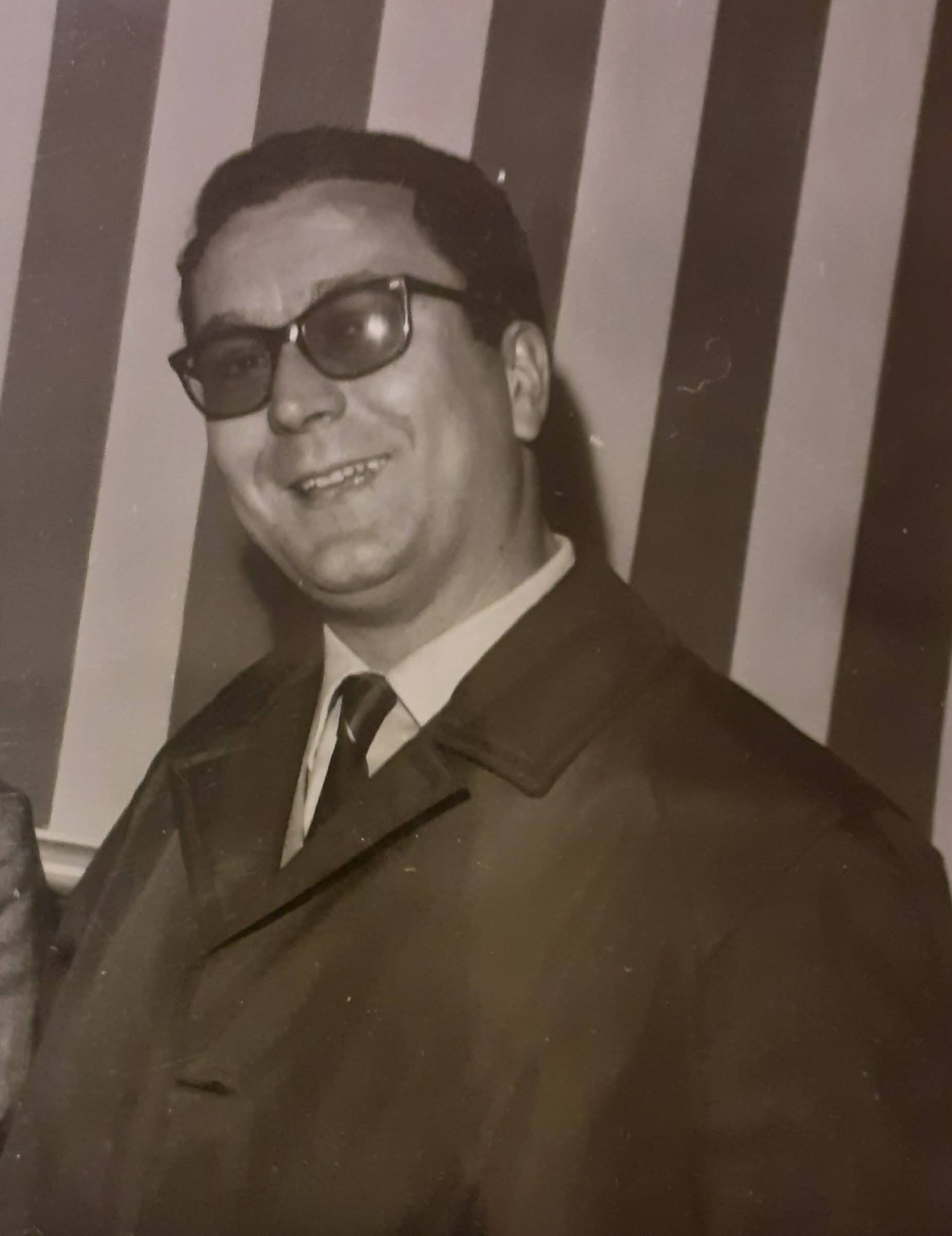
Lanfranco Cesari

Collaboratore e corrispondente di varie testate nazionali, tra cui il Messaggero, concentrò successivamente la propria attenzione sulla storia locale producendo varie pubblicazioni e saggi.

## Opere
- Segni barocchi 1.  1º settembre-4 ottobre 1981 - Foligno - 1981
- Stagione di prosa 1981-82: Teatro ragazzi 1982 - Foligno - 1982
- Estate in Valle Umbra: luglio settembre 1982 - Foligno - 1982
- Segni barocchi - Segni barocchi 3.: Foligno 2-30 settembre 1982 - Foligno - 1982
- Carnevale in Valle Umbra: 20 gennaio-12 febbraio 1982 - Foligno - 1982
- Estate in Valle Umbra: cinema, teatro, musica: 29 luglio-3 settembre 1983 - Foligno - 1983
- La fabbrica del cinema: verso quale cinema? Circuito cinematografico regionale AUDAC, Consorzio Valle Umbra Sud, Comune di Foligno, Agis, Aiace: gennaio-aprile 1983  - Foligno - 1983
- Comunicati stampa 1982 - Foligno - 1983
- Rassegna stampa 1982 - Foligno - 1983
- Segni barocchi 4  - Foligno - 1983
- Segni barocchi 5 - Foligno 5-30 settembre 1984 Foligno  - 1984
- Segni barocchi 6 - Foligno 31 agosto-22 settembre 1985  - Foligno - 1986
- Tucci, Mario - Interviste / Mario Tucci; introduzione di Lanfranco Cesari - Foligno - 1987
- Segni barocchi 9 - Festival Segni Barocchi 9, Foligno-Montefalco, 4-21 settembre 1988   - Foligno - 1988
- Segni barocchi 11 - Festival Segni Barocchi 11.: Foligno-Montefalco: 1-23 settembre 1990  - Foligno - 1990  (20/20)
- 1946: nonsoloquintana: fatti e misfatti accaduti nell'anno del Cane, attorno e nei dintorni della prima rievocazione di una giostra nell'era moderna - Foligno - 1996
- Mastro Titta: giustizie eseguite dal carnefice romano nell'Umbria papalina  - Foligno - 1998
- Edilcalce: cento anni di storia - Foligno - 1999
- Mustafà: cantore direttore compositore, il "Verdi della musica sacra": hanno detto di lui - Foligno - 2002
- AUSA Una fabbrica una storia  - Foligno - 2004 e riedizione 2009
- L'Aeroporto di Foligno - Un aeroporto una storia, Foligno, 2011